# カシオペア市民情報ネットワーク
特定非営利活動法人カシオペア市民情報ネットワーク（カシオペアしみんじょうほうネットワーク）は、岩手県二戸市、九戸郡軽米町、九戸村および二戸郡一戸町の各一部地域を放送区域として超短波放送（FM放送）をする特定地上基幹放送事業者である。
カシオペアFM（カシオペアエフエム）の愛称でコミュニティ放送をしている。

## 概要

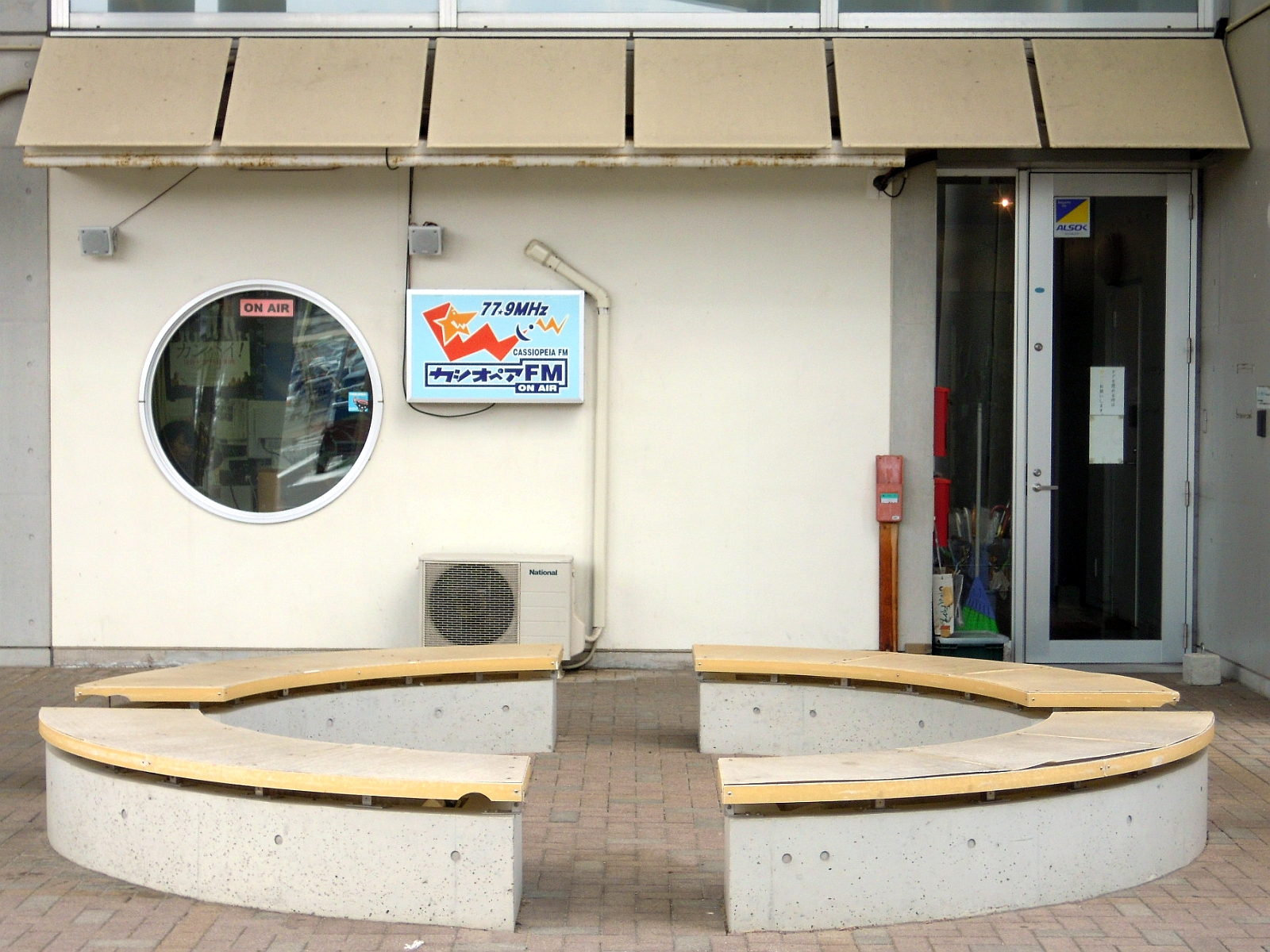
カシオペアメッセ・なにゃーと1階にあるスタジオ外景

2005年（平成17年）開局。岩手県内では、1998年（平成10年）開局のラヂオもりおかに次ぎ2局目のコミュニティ放送局である。愛称は当地域の自治体連合であるカシオペア連邦にちなむものであり、放送対象もカシオペア連邦（二戸市、一戸町、軽米町、九戸村、旧浄法寺町）の一部である。
フィラーや試験電波発射を除く1日の放送時間は約18時間程度である。
二戸市周辺では中波県域放送のIBCラジオ中継局が長らく設置されず同局の電波が届きにくく、夜間には隣接周波数693kHzのNHK東京第2放送と混信するため、難聴取対策として2006年（平成18年）1月23日からIBCラジオの番組（内容は一部を除きIBC自社制作番組、理由は#IBCラジオと同時に放送されている番組を参照）を再送信している。ステレオ放送としているが、IBCラジオはAMステレオ放送非実施のため、実質的にはモノラルである。ただしFMなので、より安定的に受信できる。
2012年（平成24年）から、自主制作の番組について独自のインターネット放送を開始。音楽も含め放送する。2013年（平成25年）からは、ミュージックバードの一部番組がネットされるようになる。
2016年（平成28年）12月23日、IBCラジオが折爪岳にFM補完中継局を開設したことなどから、カシオペアFMは2017年（平成29年）4月に大規模な改編を実施。IBC発の番組のネットを大幅に縮小したほか、従来のミュージックバードからJ-WAVEのネットが中心となり、再度のネットチェンジとなった。

## 沿革
- 2000年（平成12年）
  - 東北新幹線の八戸駅までの延伸を2年後に控え、地元の青年会議所のメンバーが地域活性化などを目指してコミュニティ放送局の開局構想を抱き、2002年（平成14年）11月の正式開局を目指して活動を始めた。
  - 当初の計画では、資本金3000万円の株式会社を設立し、NHK-FM盛岡やFM岩手の中継局がある折爪岳の頂上付近に送信所を設置する予定だったが、電波が飛び過ぎるとの理由から免許されず（FM岩手の二戸中継局の電波は青森県の八戸市以北でも受信可能な地域が多いという実情から免許に至らなかったと思われるが、電波に指向性を持たせたり、出力も上限20Wにこだわらなければ折爪岳へのアンテナ設置も可能だったとの見方もある。）、これにより受信可能な地域が狭まったことなどによって出資金が思うように集まらなくなり、計画は一時頓挫した。
- 2002年（平成14年）
  - 10月のカシオペアメッセ・なにゃーとオープン時と、11月30日〜12月2日の東北新幹線二戸駅開業時の2度に渡り、各3日間限定のイベント放送局として、現在と同じ周波数でカシオペアFMを放送。
    - これを岩手県北部初のコミュニティ放送局開局の足掛かりとして、正式開局への道の模索を続けた。
- 2003年（平成15年）
  - 京都府京都市に日本初の特定非営利活動法人（NPO法人）が免許人となるコミュニティ放送局の京都三条ラジオカフェが開局したとの情報を得ると方針を転換し、東北地方初のNPO法人によるコミュニティ放送局としての開局を目指す事を決定。
- 2004年（平成16年）
  - 3月 - 特定非営利活動法人カシオペア市民情報ネットワーク設立。
  - 6月21日 - 特定非営利活動法人カシオペア市民情報ネットワーク設立の認証。送信所を高森山に変更するものとする。
- 2005年（平成17年）
  - 8月 - 東北総合通信局に放送局（現・特定地上基幹放送局）の免許申請。
  - 10月18日 - 放送局の予備免許取得。
  - 12月6日〜16日 - サービス放送実施。
  - 12月15日 - 放送局の免許取得。
  - 12月19日 - 開局・午前7時より本放送を開始。所在地を準備事務局から現在地に移動。
  - 12月24日〜25日 - IBCラジオで放送されたラジオ・チャリティー・ミュージックソンを同時ネット（一部時間帯を除く。）。
- 2006年（平成18年）
  - 1月20日 - 1月22日 - IBCラジオの放送の試験電波発射。
  - 1月23日 - 番組改編、IBCラジオの番組一部再送信開始（難聴取対策）。
  - 7月1日 - 「リフレッシュ宣言!」と題したイメージチェンジを実施。平日の自局製作による生放送の帯番組の総入れ替えや、ショート番組と称した新しい15分番組10本の放送を開始するなどの大幅な改編により、停滞気味の放送の改善を図る。
  - 9月1日〜3日 -「二戸祭り」関連特別番組として、二戸祭りの会場から「お祭らぢお」を放送。流し踊りの演奏はラジオ放送により行い、このことによりお祭りの主催者は流し踊り実施のインフラストラクチャーをカシオペアFMに依存する事で相乗効果と存在意義を示した。
  - 12月24日 - 「W特番（開局1周年記念とIBCラジソン応援の二つの特番、2008年まで実施）」を二戸市内のショッピングセンター「ニコア」から生放送。
- 2007年（平成19年）
  - 1月4日 - 昼の生放送（帯番組）を再リニューアル。番組名も「Wっとタイム」と改め、パーソナリティーも日替わりに変更。
  - 2月1日 - 2月1日から夕方の生放送（帯番組）をリニューアル。名称を「プラネットウェーブ」とし、パーソナリティーも日替わりに変更。これにより月曜から金曜まで同一パーソナリティが帯の生放送を務めていた開局当初の流れに完全にピリオドが打たれる。
  - 6月4日 - 新番組「おとこの浪漫」放送開始。男性の趣味などをインタビューを交え放送。
  - 6月13日 - 新コーナー「ヤクシ様の森だより（第2・4金曜日朝8:45ごろ放送）」がスタート。素朴な語り口調で昔ながらの風物や自然を紹介する工藤潤子（くどうじゅんこ）に人気が集まる。標高300mの高鳥谷でご主人と農業を営む工藤はグリーンツーリズムを展開したり「高鳥谷地区自然を守る会」の活動を行っており、番組との相乗効果も期待されている。
  - 9月7日〜9日 - 二戸祭りの会場から前年同様「お祭らぢお」を放送。企画内容は前年とほぼ同様だが初日は台風の為、山車の運行が中止となる。しかしホテル村井の協力でロビーから生放送、台風に祟られた祭り関係者もすることが無くラジオに出演するというハプニングに発展。
  - 9月7日 - 新コーナー「御山のさんぽみち（第1・3金曜日朝8:45ごろ放送）」がスタート。同市浄法寺にある名刹「八葉山天台寺」の菅野住職のインタビューとボランティアガイドの会による観光一口メモが番組の内容。
  - 12月24日 - 前年に続き2回目となる「W特番」を生放送。2回目の開催となったこの年は二戸市内のショッピングセンター「ニコア」において「のど自慢大会」（2009年まで毎年実施）が行われ、チャリティーに花を添えた参加者がのどを競い合う。
- 2008年（平成20年）
  - 3月31日 - 岩手日報朝刊の「県北・八戸面」にて番組欄掲載開始。
  - 9月5日〜7日 - 二戸祭りの会場から3年目となる「お祭らぢお」を放送。この年は流し踊りが行われる祭り2日目の9月6日に、カシオペアFMのパーソナリティー・スタッフ及びカシオペアFMの流し踊り参加者募集に申し込んだ地元リスナー有志の団体で流し踊りのイベントに初参加。長嶺地区のハッピードラッグ二戸店前から福岡地区落久保岩谷駐車場までを練り歩き、その様子をラジオにて生放送した。
  - 12月23日 - 前年に続き3回目となる「W特番」を放送。但しこの年はIBCラジオのラジソン放送開始前日に特番が組まれ、「のど自慢大会」もこの日に実施され生放送されたため、「W特番」内でのラジソンのネットは実施されなかった。
- 2009年（平成21年）
  - 9月4日〜6日 - 二戸祭りの会場から「お祭らぢお」を放送。前年に引き続き、パーソナリティー・スタッフ・リスナー有志による団体にて流し踊りに参加し、当日その様子を生放送した。なお、この年は「お祭らぢお」の番組タイトルではないものの、同年9月20日にもカシオペアFMスタジオの所在地である石切所地区の秋祭り「枋ノ木祭り」の祭り関連特別番組を生放送にて制作し放送した。
  - 12月1日 - 2006年7月以来2度目となる大幅な番組改編を実施。2006年7月の大規模改編と同様、平日の自局製作による生放送の帯番組が総入れ替えとなり、これに伴い平日帯の自局制作の生放送の枠は朝・昼・夕各2時間ずつの計6時間に拡大される。
  - 12月23日 - 前年同様の開局記念特番を生放送。「のど自慢大会」などのイベントはほぼ前年同様に行われたが、この年より「W特番」の番組タイトルは用いられなくなる。
- 2010年（平成22年）
  - 12月6日 - 番組改編を実施。夕方の生放送が16:00-18:00になり、この時間に放送されていた「ちょっとタイム」「学校の時間」は、時間変更をした。さらに毎週火曜日の「カシオペアの愉快な仲間たち」が放送を終了。
  - 12月25日 - 開局5周年記念式典開催。この年より記念式典及びイベントの生放送が行われなくなる（この年の式典の特番は翌年1月8日に放送）。
- 2011年（平成23年）
  - 1月1日〜4日 - 大晦日の大雪の影響でカシオペア連邦が大規模な停電に見舞われ、自局制作で「カシオペアFM災害特別番組」を放送。これは、カシオペアFM初の災害特別番組である。これにより、当初1月1日放送予定だった開局5周年記念特番の放送が同8日に延期されるなど、一部の番組が当初予定から日時変更して放送された。
  - 3月11日 - 東日本大震災緊急災害特別番組を放送。震災・停電・物資やガソリン不足対応などについて以後15日間に渡り放送。
  - 12月18日 - 開局6周年記念式典が開催され、前年実施されなかったのど自慢大会が一般参加型から職場対抗形式に変更されて2年ぶりに実施された。
- 2012年（平成24年）9月1日 - 自主制作番組のインターネット同時放送開始（その後中断）。
- 2013年（平成25年）4月1日 - 番組改編を実施。夜間・早朝を中心にミュージックバードの放送開始。
- 2014年（平成26年）
  - 3月24日 - 上斗米・御返地・浄法寺の中継局3局の免許取得[3]。
  - 4月1日 - 中継局3局が開局。二戸市内はほぼ全域に聴取エリアが拡大される。
- 2016年（平成28年）1月27日 - SimulRadioでのサイマル放送開始。

## 時報
現在、時報は2種類ある。
ひとつはIBCラジオをネット受け中の同局のC音単音の時報である。正時（XX時00分）に自主制作番組（または他のコミュニティ放送局・ミュージックバードからのネット番組）からIBCからのネット受けに切り替える場合、時報からネット受けに入るので、時報はIBCの「C音」となる。もうひとつは自局送出時報であり、こちらは通常A音単音の時報が用いられている。
なお、2009年10月から2012年春頃までは午前8時の時報に限り日曜を除く午前8時直前に葬祭ホール業者にのへセレモニーホール眞照堂のラジオ時報CMが流されており、「『にのへセレモニーホール眞照堂が午前8時をお知らせします』→時報」の際に梵鐘の鳴る音が通常の時報音に代わって流されていた。

## 自主制作の番組

### 帯番組
月曜から金曜の放送。
- 目覚まし戦隊オギロジャー（7:00 - 9:00）
- しるMAX!（11:30 - 14:00）
- ばんかだ・れでぃお（16:00 - 17:53）

### その他の番組
- おはなしさんぽ
- For Cassiopeia
- マッカさんのカシオペア探検隊
- カシオペアフレンズ
- Music Files
- 九戸村オドデ館情報
- おしゃべりハウス
- うわののじさまのむかし話
- もっと!ど演歌三昧（午前・午後の計2回）
- 学校の時間
- カシオペアリクエストタイム
- 美味しい旅
- 新じゃごたろラジオ
- 国士の気魄我が理想（岩手県立福岡高等学校生徒による製作）
- るみ子のアフタヌーンカフェ
- カシオペア農業振興番組
- 三陸さ、あべ!
- モアハピ
- 蔵の道（月 - 金 17:55 - 18:00）
- ニューモラル（月 - 金 18:20 - 18:30　昼の生放送でも放送有り。）
- 休日急患当番医（日 6:25 - 6:30）
- ラジオ体操（月 - 日 6:00 - 6:10）
- 朝の昭和ヒットパレード（月 - 日 6:10 - 6:30）
- のへのへらじお（一時期、ミュージックバードでも放送　金 14:00 - 15:00 生放送）
- おばんdeミュージック

※生放送に内含する番組は除外。
※自主制作番組は一部を除き再放送もあり。その他はミュージックバードや2017年4月からはJ-WAVEの番組が中心。

## 他のコミュニティ放送局からのネット番組
- 私の街八戸（ビーエフエム製作）
- ジンケトリオ（FMびゅー製作）
- 奥山倫行弁護士のロック裁判所
- 温井摩耶の落語の時間ですよ！（FMびゅー製作）
- 民謡列島めぐりIN石巻（ラジオ石巻制作）
- ゆとり〜とラジオ by 長町まざらいん（エフエムたいはく制作）
- 柳美里のふたりとひとり
- サンドウィッチマンのラジオやらせろ!（fmいずみ製作）
- なまらいっしょ 北海道（FMしろいし制作）
- 古舘光治のきままにヒストリー
- 花巻カルチャーライン（えふえむ花巻製作）

## IBCラジオと同時に放送されている番組
IBCラジオの番組ネット開始に伴い、2006年4月番組改編時以降はIBC自社制作ワイド番組内にJRNとNRNのテープネット番組を（著作権法・放送法の規定によりカシオペアFMにおける再送信が出来ない関係上）極力内含させず、テープネット受け番組については特定の時間帯に集約させている（やむを得ずテープネット受け番組が内含されている時間帯はフィラー音楽等で穴埋め）。ただし、一時期IBCがネット受けしていた番組の中でJRN・NRNによらないネット番組については、その一部がカシオペアFMでもネットされていたことがあった。なお、IBCラジオのFM補完中継局開設もあり、ネット時間は減少しており、J-WAVEの放送時間などが増加傾向にある。2019年4月現在では、平日朝のみである。

### 現在放送中の番組
- 朝からRADIO（月 - 金 6:30 - 7:00）

（2017年3月までは9:00 - 11:00にも放送されていた。2017年4月 - 2018年3月はネット中断。2018年4月からネット再開。）

### 2017年3月まで放送された番組
☆はIBCラジオ以外の制作によるもの。
- ワイドステーション（月 - 金 13:00 - 14:00 以前は13:00 - 15:00や13:00 - 16:30などがあった。）
- 岩手日報IBCニュース（ワイド番組内ではそのまま放送、2015年6月現在独立枠でのネットはない。）
- 歌って!笑って!!民謡まわり舞台（月 19:00 - 20:00）
- リクエストマンデー（月 20:00 - 21:00）（2013年3月までは終了まで放送、同年4月より21:00で飛び降り）
- 福田こうへいのゆっくり行ぐべぇ〜（日 9:00 - 9:15）
- ☆水田竜子の歌ってすばらしい（日 9:15 - 9:30 アール・エフ・ラジオ日本制作）
- イブニングジャーナル（月 - 金 18:00 - 18:20）

（2018年3月まで放送）
※時間は全てカシオペアFMでの放送時間。

### 終了した番組
☆はIBCラジオ以外の制作によるもの。
●はIBCラジオで現在放送中のもの。
- ●水越かおるのすっぴん土曜日（2014年9月現在は土 9:00 - 11:00の第1部のみ放送。2016年頃まで放送）
- ●大塚富夫のタウン（土 13:00 - 15:00 2015年3月頃まで放送）
- ●のりこの週刊おばさん白書（日 13:00 - 15:00 内含の「IBCラジオ実況中継 岩手競馬クロス（X）」も含む。以前は全編放送していた。2015年3月頃まで放送）
- 幸見の週刊おじさん白書
- ラジオさんさんまる
- 乙女の相談室（土 23:00 - 23:30）
- Rumble Wave
- 星子のスターダストメモリー
- イヴニングナビゲーション
- 思い出の歌謡曲（土 15:20 - 15:30）
- サタデーおじゃま商店
- ☆柴田理恵の井戸端ラヂオ（北日本放送制作）
- ☆新光証券 日本全国企業レポート（日 12:10 - 12:20）
- ラジスポ
- 洋楽黄金時代〜オヤジの洋楽
- ●P★O★P★S〜Playing Old Popular Songs〜（日 17:05 - 17:55）
- ●ラジオ文庫（土 7:25 - 7:45、サイマル放送のない時期もあった。）
- ●村松文代のフォア〜（土 7:25 - 7:45）
- ●石川啄木うたごよみ（土 7:10 - 7:25）